# Zakopcze
Zakopcze (słow. Zákopčie, węg. Dombelve, do 1899 Zákopcse) – wieś i gmina (obec) w powiecie Czadca, kraju żylińskim, w północnej Słowacji. Wieś lokowana w roku 1662. Została zasiedlona przez osadników wołoskich.